# Dmitri Nikiforowitsch Kaigorodow

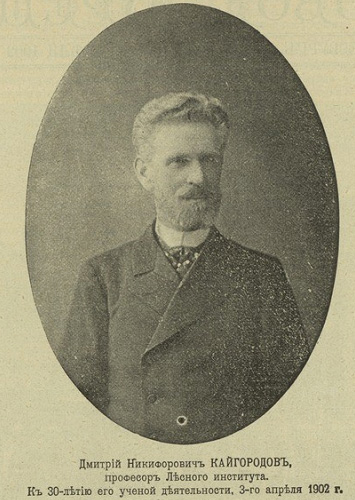
Dmitri Nikiforowitsch Kaigorodow

Dmitri Nikiforowitsch Kaigorodow (russisch Дми́трий Ники́форович Кайгоро́дов; * 31. Augustjul. / 12. September 1846greg. in Polozk; † 11. Februar 1924 in Leningrad) war ein russischer Forstwissenschaftler, Ornithologe und Hochschullehrer.

## Leben
Dmitri Kaigorodow, Sohn des Generalmajors Nikifor Iwanowitsch Kaigorodow (1810–1882), schloss 1863 seine Ausbildung im Polozker Kadettenkorps ab, in dem sein Vater Mathematik-Dozent war. Es folgte die militärische Ausbildung an der Konstantin-Artillerieschule (1863–1864) und an der Michail-Artillerieschule (1864–1865) in St. Petersburg. Darauf trat er seinen Dienst in Kongresspolen an. 1868 wechselte Kaigorodow als Offizier in die staatliche Ochta-Schießpulverfabrik (am Ochta-Fluss in St. Petersburg). Gleichzeitig studierte er an der St. Petersburger Forstakademie. 
1872 nach Beurlaubung aus dem Militärdienst wurde er mit seiner Dissertation Herstellung von essigsaurem Kalk (wichtig für das Unverbrennlichmachen von Holz) zum Kandidaten der Agrar- und Forstwissenschaft promoviert. 1873 wurde er in das Förster-Korps versetzt und vom Ministerium für Staatsländereien zur Fortbildung bezüglich der Forstwirtschaft für zwei Jahre ins Ausland geschickt. Er studierte an der Forstlichen Hochschule Tharandt und an der ETH Zürich und praktizierte in den Forstwirtschaften der Schweiz, Deutschlands, Österreichs, Frankreichs und Schwedens. Nach seiner Rückkehr 1875 erhielt er den Lehrstuhl für Forstwirtschaftstechnik an der St. Petersburger Forstakademie, den er bis 1905 innehatte. 1882 wurde er zum Professor ernannt.
Kaigorodows Arbeiten betrafen die Prüfung von Holz mit technischen Mitteln, Fragen der Pyrolyse, und er erarbeitete Tabellen zur Beurteilung der Holzqualität. 1883 wurde er vom Forstfachkomitee mit einem Preis ausgezeichnet für die Entwicklung eines Geräts zur Messung der Holzfestigkeit und die Erarbeitung des ersten Russischen Forstlexikons. 1889–1891 unterrichtete er Großfürst Michail Romanow in Naturgeschichte.
Seit seiner ersten öffentlichen Vorlesung Über die Blume als Quelle der Freude 1872 hatte Kaigorodow unermüdlich zur Popularisierung der russischen Natur beigetragen. 1882 auf der Allrussischen Tagung der Forstwirte trat er mit einem Vortrag über den Schutz der bedeutenden Wälder und die Folgen ihrer Zerstörung hervor. Seit 1887 hielt er Vorlesungen im St. Petersburger Lehrmuseum des Komitees zur Förderung des Lesens.
Seit 1881 widmete Kaigorodow viel Zeit der Phänologie. Er war einer der Gründer der Russischen Gesellschaft der Freunde der Gesamten Naturwissenschaften, deren Phänologische Abteilung er organisierte und leitete. 1885 gründete er ein Netzwerk zur Untersuchung der bioklimatischen Regionalisierung des europäischen Teils Russlands. Er schuf Karten des Vogelzugs und Tabellen zur Veranschaulichung des Nutzens und Schadens durch die Vögel (1891). Die Ergebnisse seiner Beobachtungen wurden seit 1888 regelmäßig im Natur-Bulletin veröffentlicht. Wissenschaftliche Fachaufsätze erschienen in vielen verschiedenen Zeitschriften. Seit 1889 veröffentlichte er naturkundliche Aufsätze in Jugendzeitschriften.
1901 führte das Ministerium für Volksbildung das von Kaigorodow entwickelte Naturkunde-Programm für die ersten drei Jahre der Mittelschulen ein. Das Programm beschränkte sich nicht auf Botanik und Zoologie, sondern schloss auch Wald, Garten, Wiese, Teich und Fluss ein entsprechend den Lehren Friedrich Junges. In seinen letzten Lebensjahren arbeitete Kaigorodow in der Waldabteilung des Staatlichen Instituts für Agronomieforschung.
Kaigorodows Grab befindet sich im Park der Petersburger Forstakademie. 1929 genehmigte der Rat der Volkskommissare der Kommission zur Pflege der Erinnerung an Kaigorodow, eine öffentliche Sammlung für ein Denkmal und die Herausgabe seiner Arbeiten durchzuführen. Die Phänologie-Kommission der Russischen Geographischen Gesellschaft trägt Kaigorodows Namen. 1947 wurde in der Leningrader Forstakademie die Staatliche Phänologische Station mit seinem Namen gegründet.

## Ehrungen
- Ehrenprofessur der Petersburger Forstakademie
- Ehrenmitgliedschaft der Geschichtswissenschaftsgesellschaft des Gouvernement Witebsk